# Aulacorthum linderae
Aulacorthum linderae är en insektsart. Aulacorthum linderae ingår i släktet Aulacorthum och familjen långrörsbladlöss. Inga underarter finns listade i Catalogue of Life.